# Gro Bergslien Sommerfelt
Gro Bergslien Sommerfelt, född 30 oktober 1940, död 23 februari 1991, var en norsk glas- och textilkonstnär.
Gro Bergslien var från 1964 anställd vid Hadeland Glassverk. Hon arbetade inom glaskonsten med både tunna och kraftfulla former. Bergslien har även skapat textilier och emaljarbeten.